# 南西放送
南西放送株式会社（なんせいほうそう）は、沖縄県を放送対象地域とした放送事業（日本テレビ（NNN／NNS）系列フルネットの民間放送局）を目指して1989年7月に設立された会社である。

## 概要
地元の有力企業10社（琉球銀行、沖縄銀行、沖縄海邦銀行、沖縄電力、琉球石油（現：りゅうせき）、金秀本社、沖縄県農協中央会（現：JAおきなわ）、琉球バス（現：琉球バス交通）、沖縄製糖、白石）にフジテレビ（旧法人、現：フジ・メディア・ホールディングス）などが出資していた。
現在、日本国内のテレビ民間放送（民放）ネットワーク系列は、大都市型民放ネットワークであるテレビ東京（TXN）系列を除いて4系列存在する。1972年の日本復帰以降も民放テレビ局が2局しかなかった沖縄県にも1993年に第3局・第4局の周波数が割り当てられ、1990年代前半（1993年春）の単独もしくは2局同時開局を目指していたが、後にテレビ朝日（ANN）系列の琉球朝日放送（QAB）とともに1995年秋の同時開局が有力視される状況となった。日本テレビの沖縄進出計画の凍結に伴って計画が頓挫し、放送免許の申請も取り下げられた ため、1999年には沖縄県の民放テレビ第4局用の周波数割当（那覇30ch）も取り消された。のちに、南西放送は破産した。
なお、計画が頓挫した原因は当時の既存2局（フジテレビ（FNN／FNS）系列の沖縄テレビ放送〈OTV〉、TBS（JNN）系列の琉球放送〈RBC〉）の引き延ばし工作ともいわれているが、主な理由は日本テレビがバブル崩壊による不況で大型投資をする環境にないことや、衛星放送に多額の資金が必要であることとされている（沖縄県での系列テレビ局開設には、地元側よりも日本テレビ側の方が意欲的であった）。なお、当初は独立局として開局してNNN／NNS系列から番組供給を受けた後、同系列に加盟するという案もあった。また、沖縄テレビ放送（OTV）との事実上の1局2波体制での開局も検討されていた。

## 沖縄県でのNNS系列番組の視聴状況
前述の通り、沖縄県を放送対象地域とするNNN／NNS系列局は存在しない。
しかし2020年10月3日から試行された「日テレ系ライブ配信」（現在は日テレ系リアルタイム配信として本実施）によって、プライムタイムを中心に沖縄県内でもNNS系列の一部番組を同時ネット局と同時間帯で視聴可能となっている。
またケーブルテレビ局では、2019年8月1日から那覇市にある沖縄ケーブルネットワークが091chのOCNチャンネルを「テレビにらい」にチャンネル名を変更した上で、加えて2022年10月1日からは宮古島市にある宮古テレビの自主放送チャンネルで、それぞれ鹿児島読売テレビで放送される一部番組を、沖縄本島最北端にある辺戸岬の設備で受信し区域外再放送している。
日本テレビ・読売テレビ制作のプライムタイムおよび深夜を除くほとんどの報道・情報生番組（平日の帯番組は『ZIP!』、『DayDay.』、『ヒルナンデス!』、『情報ライブ ミヤネ屋』、『news every.』、『news zero』、土・日曜日は、
『Going!Sports&News』、『シューイチ』、『真相報道 バンキシャ!』）、鹿児島読売テレビ制作の生番組（月〜金曜日は『KYT news every.』）を放送している。
かつて両局とも、「CS★日テレ」（CMを除いた日本テレビの大半の番組をサイマル放送していたチャンネル）を開局から2000年9月のサービス終了まで再送信していた。
他のネットワークに属する県域地上波各局でも、プライムタイム放送番組を中心に番組販売による遅れネットでNNS系列の番組を放送している。
FNN／FNS系列のOTVではかつてはNNS系列の番組を多く放送していたが、現在では平日の朝から夕方までのほとんどの時間をフジテレビの生番組が占めるようになったため、午後と深夜のわずかな時間と、土・日曜日の日中に放送している。同局は『24時間テレビ 「愛は地球を救う」』や『全国高等学校サッカー選手権大会』のほか、『全国高等学校クイズ選手権』といったNNS系列局が共催または主催するイベントにも参加したり、『NNNドキュメント』を放送している（ただし番組制作はせず、番組中にNNNの文字も表示されない。）。かつては『いつみても波瀾万丈』などネットワークセールスで全編同時ネットも行っていたが、『ご存知ですか』の放送終了を最後に、同時ネット番組は姿を消した。なお、南西放送の法人設立時にはFNN／FNS系列のキー局であるフジテレビが株主として名を連ねていた。
JNN系列のRBCの方が平日の生番組枠が少ない傾向にあり、現在は平日の午後や土・日曜日の日中に集中的に放送している。かつては『11PM』、『木曜スペシャル』、『太陽にほえろ!』などを同時ネットしたこともあった。現在は毎年春ごろに実施される『にけつッ!!』（読売テレビ制作）の沖縄収録（沖縄国際映画祭連動企画）の制作を担当している。
以下、県内離島地域について主に地上テレビ放送（アナログ放送・デジタル放送）の過去および2000年代以降の状況を記述する。

### 先島諸島
南西放送などが計画された当時、先島諸島での民間放送開始のために通信ケーブルを敷設する予定であったが、第4波が取り消しになったために資金が調達できなくなり、同地域は既存2局のみ放送を開始した。
地上波におけるNNS系列の番組は沖縄本島と同様にFNN／FNS系列のOTVとJNN系列のRBCで視聴できるほか、地元ケーブルテレビ局の時差配信を通じて視聴できる。また、宮古テレビによるかつてのCS★日テレおよび、現在の鹿児島読売テレビの区域外再放送の取り組みについては前述のとおり。

### 大東諸島
大東諸島ではアナログ放送時代は沖縄県域の放送ではなく、キー局の放送を小笠原諸島向けに再送信する通信衛星の電波を受信して島内へ再送信していたが、沖縄県に日本テレビ系列局が存在しないために、同局の放送は再送信されず視聴できなかった。詳細は、大東諸島#テレビ放送および小笠原諸島#放送を参照。
地上デジタル放送については「難視聴対策」の一環として沖縄本島から海底光ケーブルが設置され、2011年7月22日から運用を開始した。これによりNNS系列の番組は沖縄本島と同様に視聴できるようになった。

## 日本テレビ那覇支局
NNNニュースにおける沖縄県内での取材は、日本テレビ那覇支局（久茂地セントラルビル内に入居）が担当している。